# Monumento ao Batalhão Suez
Monumento do globo com seu capacete azul e ao fundo o prédio do Centro Administrativo do Estado do Rio Grande do Sul iluminado durante a noite
O Monumento ao Batalhão Suez, regionalmente conhecido como Monumento da ONU e/ou Monumento do capacete azul, é um monumento militar nacional localizado na cidade de Porto Alegre, no Rio Grande do Sul, e faz homenagem aos soldados gaúchos envolvidos nas missões de paz da ONU no oriente médio no ano de 1959. Estes soldados são conhecidos por pertencerem ao batalhão Suez.

## Localização
O monumento ao Batalhão Suez está localizado na região central da cidade de Porto Alegre, entre os bairros praia de belas e cidade baixa. O monumento em questão fica na esquina entre o Centro Administrativo do Estado do Rio Grande do Sul e o Monumento aos Açorianos.
Mesmo de tamanho singelo, o monumento chama a atenção por sua localização, uma esquina cercada por diversos prédios administrativos do estado e alguns federais como o prédio do ministério da economia. Além disto, fica relativamente próximo á Orla do Guaíba e o bairro boêmio da Cidade Baixa.

## Composição
O monumento é composto principalmente por um bloco de granito esculpido em formato de pirâmide e em seu topo em metal o símbolo da ONU e acima um capacete azul representando os capacetes utilizados pelos combatentes na missão.
No corpo da pirâmide de granito avaliada em cerca de 70 mil reais, existem quatro placas de ferro, que descrevem consecutivamente, o nome dos soldados plotados no batalhão e a história da operação.

## História
O exemplar foi inaugurado no mês de janeiro do ano de 2016, no dia em questão, pelo então comandante do exército Hamilton Mourão e os praças ainda vivos que foram enviados a Suez.
Durante o mês de outubro do mesmo ano, o monumento foi alvo de vandalismo, depredadores tingiram o bloco de granito com tinta vermelha, após reparos o monumento foi novamente aberto ao público; desde então não foram relatados novos atos de vandalismo ao monumento.